# Le Diable à quatre (ballet)
Pour les articles homonymes, voir Le Diable à quatre.

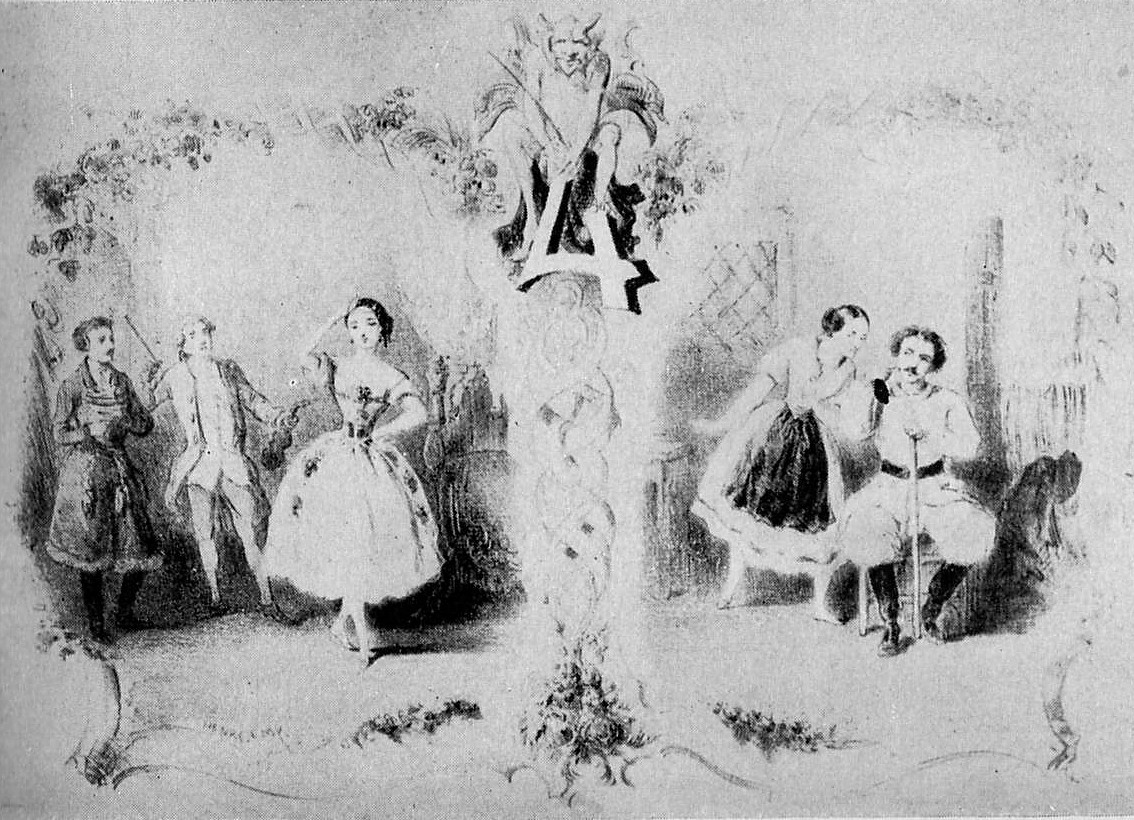
Annonce de la première du Diable à quatre (1845).
De gauche à droite : Lucien Petipa, Jean Coralli, Carlotta Grisi, Maria Mazilier et Joseph Mazilier.

Le Diable à quatre est un ballet-pantomime en deux actes de Joseph Mazilier et Adolphe de Leuven, musique d'Adolphe Adam, créé le 11 août 1845 à l'Opéra de Paris. La chorégraphie était de Joseph Mazilier et les décors de Pierre-Luc-Charles Cicéri, Charles Séchan, Jules Dieterle et Édouard Desplechin. La distribution originale comprenait Carlotta Grisi, Joseph Mazilier, Jean Coralli et Lucien Petipa.

## Argument
La comtesse Berthe Polinsky a un caractère tellement insupportable et est si malpolie qu'elle a reçu le surnom de « diable à quatre ». Elle maltraite les serviteurs et chasse les visiteurs de sa maison. Elle renverse un vieillard auquel vient en aide la femme du vannier. Celui-ci est en réalité un magicien qui décide d'inverser les rôles, transformant la comtesse en femme de vannier, et vice-versa. Mais la richesse ne faisant pas le bonheur, la femme du vannier préfère retourner à sa condition et à son mari, tandis que la comtesse, qui a compris la leçon, devient bonne et polie.

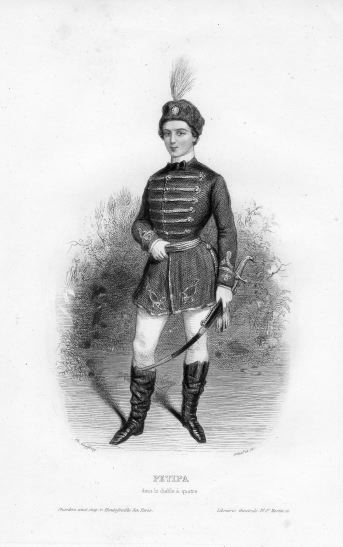
Lucien Petipa dans le rôle du comte Polinsky (1845), costume de Paul Lormier.

## Historique
Adolphe de Leuven et  Joseph Mazilier ne sont pas les auteurs originaux de cette fable : ils ont réutilisé le sujet d'une pièce de Thomas Jevon, déjà adaptée à l'opéra par Charles Coffey (The Devil to Pay ou The Wives metamorphosed, 1731)  et Michel-Jean Sedaine (Le Diable à quatre ou la Double Métamorphose, 1756).
En 1825, Didelot chorégraphie pour le Théâtre impérial de Saint-Pétersbourg un ballet comique, Satan en plein appareil ou la Leçon du magicien (Сатана со всем прибором, или Урок чародея), dans lequel la capricieuse comtesse Alberte (l'actrice et danseuse Avdotia Istomina) devient la femme d'un cordonnier.

## Principales reprises
- 1845 – Drury Lane, Londres, sous le titre The Devil to Pay ou The Wives Metamorphosed[3]
- 1846 – Bolchoï, Moscou sous le titre La Dame scandaleuse (Сумбурщица), chorégraphie de Yekaterina Sankovskaya
- 1848 – New York
- 1850 – Bolchoï Kamenny, Saint-Pétersbourg, sous le titre  La Femme capricieuse (Своенравная жена), chorégraphie de  Jules Perrot
- 1885 – Bolchoï Kamenny, Saint-Pétersbourg, sous le titre La Femme capricieuse, chorégraphie de Marius Petipa[4]

## Discographie
- Orchestre symphonique de Londres, dirigé par Richard Bonynge. Enregistrement Decca de 1964, couplé avec des musiques de ballets de Bizet, Gounod et Massenet